# Michael Friebe

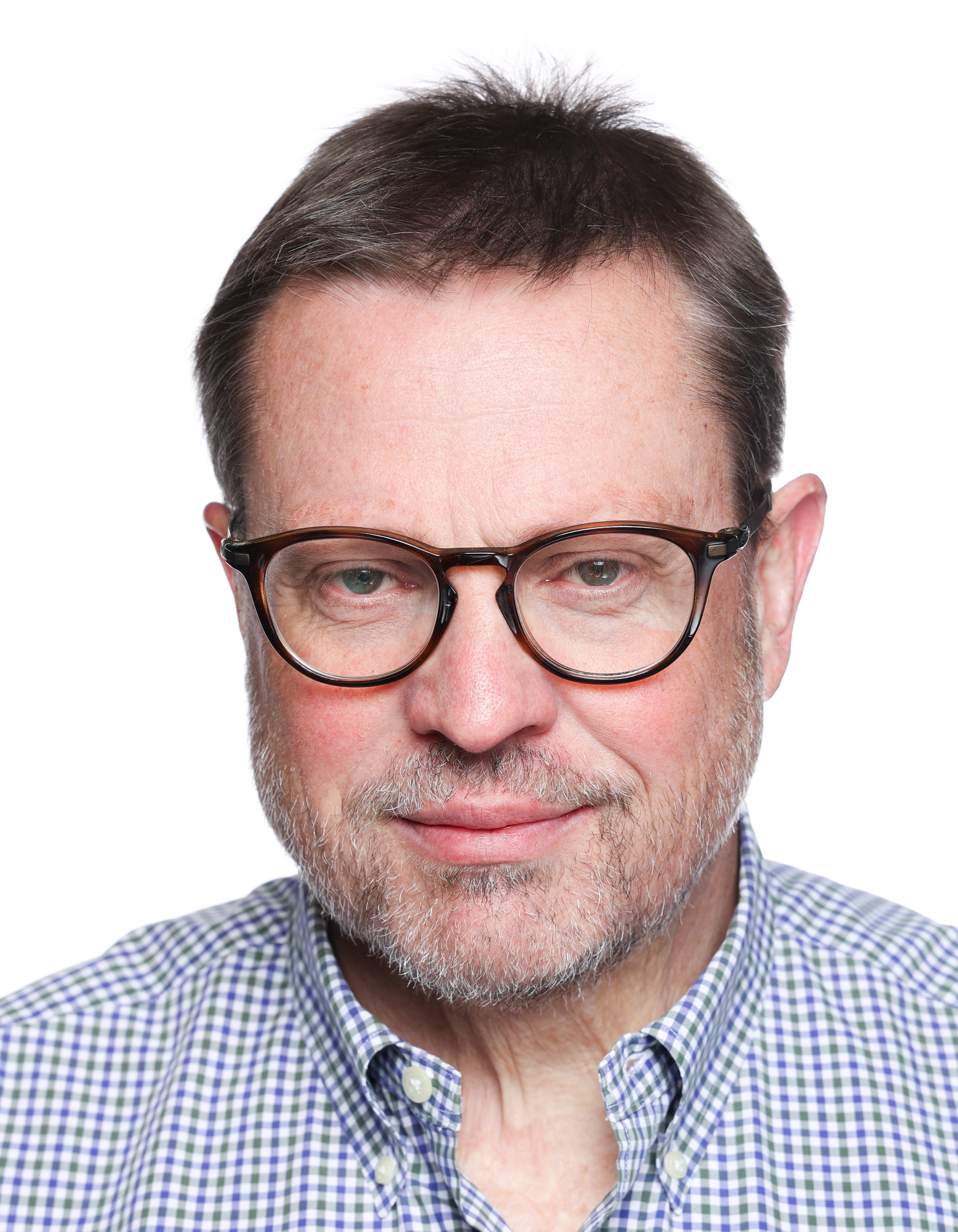
Michael Friebe, 2021

Michael Friebe (* 1964) ist ein deutscher Ingenieur, Medizintechnik-Unternehmer, Business Angel und Hochschullehrer.

## Werdegang
Nach dem Studium der Elektrotechnik verbrachte er fünf Jahre als Entwicklungsingenieur und Entwickler in San Francisco und gründete und leitete nach seiner Rückkehr 1993 die Neuromed GmbH (später AG) in Castrop-Rauxel, die er 2001 als größter Anbieter mobiler diagnostischer Anlagen (MRI, CT, Kathetermessplätze, PET/CT) an die UMS AG verkaufte. Nachfolgend gründete er dann die Tomovation AG, die 2008 an die Alliance Medical verkauft wurde.
Seit 2004 ist er ein aktiver Business-Angel. 2006 wurde er vom Business Angel Netzwerk Deutschland in die BA Hall of Fame aufgenommen und 2011 zu Deutschlands Business Angel des Jahres gewählt.
Von 2014 bis 2019 hatte er den Lehrstuhl für Intelligente Katheter und bildgesteuerte Therapie an der Otto-von-Guericke-Universität Magdeburg inne. Seit Anfang 2020 ist er Honorarprofessor an der medizinischen Fakultät der Otto-von-Guericke-Universität und wissenschaftlicher Leiter des HealthTec Innovation Labs. Zudem ist er geschäftsführender Gesellschafter der IDTM GmbH und der Beteiligungsgesellschaft FRIIH GmbH, die sich an Start-Ups im Bereich der Medizintechnik beteiligt.
Im Oktober 2022 wurde er als Universitätsprofessor an die AGH Wissenschaftlich-Technische Universität in Krakau berufen, und zugleich wurde er an der FOM – Hochschule für Oekonomie und Management in Essen Gründungsdirektor des CIBE – Center for Innovation, Business Development & Entrepreneurship.
Friebe hat rund 80 Patente / Schutzrechte angemeldet und ist an rund 300 Publikationen beteiligt (Stand: März 2024). Er ist zudem Honorarprofessor an der MISR University of Science and Technology in Ägypten, Adjunct Professor für Biomedical Engineering an der Queensland University of Technology, Fellow am Institute for Advanced Studies. der TU München und seit 2016 Distinguished Lecturer des IEEE.

## Belege
1. ↑  https://www.business-angels.de/en/business-angels-2/business-angel-of-the-year/heaven-of-fame/
2. ↑  Medizinische Fakultät/Universitätsklinikum Magdeburg A. ö. R. - Honorarprofessuren. Abgerufen am 17. Dezember 2020.
3. ↑  INKA - Innovation Laboratory for Image Guided Therapy (IGTLAB). Abgerufen am 17. Dezember 2020.
4. ↑  IDTM GmbH. Abgerufen am 17. Dezember 2020 (englisch).
5. ↑  FRIIH GmbH. Abgerufen am 17. Dezember 2020 (englisch).
6. ↑   AGH Wissenschaftlich-Technische Universität
7. ↑  Fellow am Institute for Advanced Studies
8. ↑  https://www.embs.org/about-embs/awards-recognition/distinguished-lecturers-program/distinguished-lecturers/

| Personendaten    | Personendaten                                                      |
| ---------------- | ------------------------------------------------------------------ |
| NAME             | Friebe, Michael                                                    |
| KURZBESCHREIBUNG | deutscher Ingenieur, Medizintechnik-Unternehmer und Business Angel |
| GEBURTSDATUM     | 1964                                                               |